# غافن كريل
غافن جيمس كريل (الإنجليزية: Gavin James Creel؛ 18 أبريل 1976 – 30 سبتمبر 2024) كان ممثلًا ومغنيًا وكاتب أغانٍ أمريكي، اشتهر بأعماله في المسرح الغنائي حاز كريل خلال مسيرته الفنية على عدة جوائز مرموقة، من بينها جائزة غرامي، وجائزة توني، وجائزتان من جوائز دراما ديسك، بالإضافة إلى جائزة لورنس أوليفييه.
بدأ كريل مسيرته في برودواي عام 2002 من خلال أداء الدور الرئيسي جيمي في المسرحية الموسيقية Thoroughly Modern Millie، قبل أن يؤدي دور كلود في النسخة المُعادة من مسرحية Hair على برودواي عام 2009، وقد رُشّح كلا الدورين لنيل جائزة توني. في الفترة من عام 2012 إلى 2015، أدّى كريل دور. إيلدر برايس, في المسرحية الموسيقية The Book of Mormon. وقد حصل على جائزة لورنس أوليفييه لتأديته هذا الدور في النسخة البريطانية (ويست إند) من العرض، كما جسّد الدور نفسه في الجولة الوطنية للولايات المتحدة على برودواي. حصل كريل على جائزة توني عام 2017 عن أدائه لدور. كورنليوس هاكل, في المسرحية الموسيقية Hello, Dolly! على مسرح برودواي
تشمل الأعمال المسرحية الأخرى التي شارك فيها كريل على مسرح برودواي: La Cage aux Folles (2004)، وShe Loves Me (2016)، وWaitress (2019)، وInto the Woods (2022). كما شارك في النسخ البريطانية (West End) من عروض Mary Poppins (2006)، وHair (2010)، وWaitress (2020). وشارك أيضًا في الجولات الوطنية لعروض Fame (1998) وInto the Woods (2023) وعلى الرغم من أن كريل يُعرف أساسًا كممثل مسرحي، إلا أن أبرز أدواره على الشاشة كانت في دور بيل في فيلم Eloise at the Plaza، وفي جزئه الثاني الذي يحمل طابع عيد الميلاد

## النشأة والتعليم
وُلد كريل في مدينة فندلي بولاية أوهايو في 18 أبريل 1976.  نشأ في بيئة دينية محافظة، إلا أنه وجدها مُنفّرة على الصعيد الشخصي، ما جعله ينجذب إلى المسرح كوسيلة للهروب والتعبير عن ذاته.
التحق كريل بمدرسة فايندلي الثانوية وتخرّج منها عام 1994. ثم واصل دراسته الجامعية في جامعة ميشيغان، حيث نال درجة بكالوريوس في الفنون الجميلة في المسرح الموسيقي من كلية الموسيقى والمسرح والرقص عام 1998.

## المسيرة الفنية

### 1997–2001: بداية مسيرته الفنية
بدأ كريل مسيرته الفنية في المسرح الإقليمي . في بداية مسيرته، كان ضمن طاقم الممثلين المقيمين في مسرح بيتسبرغ CLO, وهو مسرح ريبرتوار، خلال موسمي عام 1997 و1998، حيث شارك في ثماني مسرحيات، معظمها بأدوار جماعية. ومن بين هذه الأعمال: Kiss Me Kate، وLa Cage aux Folles، وOn the Town.
بعد تخرجه من الجامعة، انضم كريل إلى طاقم الجولة الوطنية الافتتاحية لمسرحية Fame عام 1998، مجسّدًا شخصية نِك بيازا. بين عامي 1998 و1999، تنقلت جولة Fame الوطنية لتقديم عروضها في عدة مدن، شملت تورونتو وواشنطن العاصمة وشيكاغو. بعد انتهاء الجولة، استمر كريل في العمل المسرحي ضمن المسارح الإقليمية، قبل أن يستقر في مدينة نيويورك مطلع الألفية الجديدة في عام 2001، شغل كريل دور البديل في النسخة الأصلية من المسرحية الموسيقية Bat Boy: The Musical التي عُرضت خارج برودواي. وشارك أيضًا في ورشة تطوير مسرحية Spring Awakening التي أُقيمت عام 2001.

### 2002–2012: البداية على مسرح برودواي وتحقيق الشهرة
في عام 2002، ظهر كريل لأول مرة على مسرح برودواي ضمن الإنتاج الأصلي لمسرحية Thoroughly Modern Millie، حيث قدّم الدور الأول لشخصية جيمي سميث، إلى جانب سوتون فوستر في دور ميلي ديلمونت. شكّل هذا الدور نقطة تحوّل في مسيرته المهنية، إذ نال من خلاله ترشيحًا لجائزة توني لأفضل ممثل رئيسي في مسرحية موسيقية. في فبراير عام 2003، شارك كريل في ورشة عمل للإنتاج المسرحي لديزني The Little Mermaid، حيث أدى دور الأمير إريك. بعد مغادرته مسرحية Thoroughly Modern Millie في أبريل 2003، شارك كريل في الإنتاج الأصلي لمسرحية Road Show لستيفن سوندهايم في مدينة شيكاغو، والتي كانت تحمل آنذاك عنوان Bounce. كما شارك في تسجيل الألبوم الغنائي للإنتاج الأصلي لمسرحية Bright Lights, Big City، بالإضافة إلى مشاركته في عدد من الأعمال المسرحية وورش العمل الأخرى. في عام 2003، قدّم كريل أول ظهور له على الشاشة من خلال فيلم Eloise at the Plaza، وشارك لاحقًا في الجزء الثاني بعنوان Eloise at Christmastime، مجسّدًا شخصية بيل في كلا الفيلمين.
في عام 2004، عاد كريل إلى برودواي من خلال المشاركة في الإنتاج المُعاد لمسرحية La Cage aux Folles، حيث قدّم دور جان-ميشيل طوال فترة العرض. في عام 2006، ظهر كريل لأول مرة على مسرح ويست إند من خلال مشاركته في مسرحية Mary Poppins، حيث حلّ محل الممثل الأصلي في دور بيرت. كذلك في عام 2006، أصدر كريل أول ألبوم استوديو له، والذي حمل عنوان Goodtimenation. في عام 2008، كان من المقرر أن يقدّم كريل دور يسوع في إنتاج جديد لمسرحية Godspell على مسرح إيثيل باري مور في برودواي، بمشاركة جوشوا هنري في دوري يهوذا ويوحنا المعمدان، وديانا دي جارمو. وفي 19 أغسطس من العام نفسه، أُعلن عن تأجيل العرض إلى أجل غير مسمى نتيجة انسحاب أحد المستثمرين. في عام 2009، شارك كريل في إحياء مسرحية Hair، مسجّلًا بذلك عودته إلى مسرح برودواي. نال كريل ترشيحه الثاني لجائزة توني لأفضل ممثل في عمل موسيقي، وذلك عن تجسيده لدور كلود في العرض. واصل كريل أداءه مع طاقم العمل في لندن حتى عام 2010، عقب انتقال الإنتاج إلى مسارح ويست إند. عقب مشاركته في Hair، تولّى كريل دور البطولة في العرض الافتتاحي العالمي لمسرحية Prometheus Bound، والذي قُدّم على مسرح American Repertory Theater.

### 2012–2024: استمراره في تقديم الأدوار المسرحية
ما بين عامي 2012 و2015، قدّم كريل دور البطولة في عدة إنتاجات لمسرحية The Book of Mormon. قدّم كريل دور “إلدر برايس” لأول مرة في الجولة الوطنية الأولى لمسرحية The Book of Mormon عام 2012. لاحقًا، قدّم كريل الدور نفسه في الإنتاج الأصلي لمسرحية The Book of Mormon على مسرح ويست إند. ونظير هذا الأداء، فاز بجائزة أفضل ممثل في عمل موسيقي ضمن جوائز لورنس أوليفييه لعام 2014، وهي أرفع الجوائز المسرحية في المملكة المتحدة. بعد انتهاء عروضه في ويست إند، عاد كريل للمشاركة في الجولة الوطنية للمسرحية لعدة أشهر، قبل أن ينضم إلى طاقم برودواي في عام 2015. في إحياء برودواي لمسرحية She Loves Me عام 2016، جسّد كريل شخصية البائع الأنيق ستيفن كودالي، إلى جانب جين كراكوسكي. وقد نال العرض استحسان النقاد، ودوّن اسمه كأول عرض في تاريخ برودواي يتم بثه مباشرة على الإنترنت. ومنذ ذلك الحين، أصبح تسجيل العرض جزءًا من سلسلة Great Performances التي تبثها قناة PBS.
في عام 2017، بدأ كريل بأداء دور كورنيليوس هاكل في إحياء برودواي لمسرحية Hello, Dolly! شارك كريل في هذا الإنتاج إلى جانب بيت ميدلر وديفيد هايد بيرس، ثم لاحقًا بيرناديت بيترس وفيكتور جاربر في الأدوار الرئيسية. حلّ سانتينو فونتانا محل كريل مؤقتًا في الفترة من مارس إلى مايو 2018، أثناء خضوع كريل لجراحة في الظهر وتعافيه منها. نال كريل جائزة توني لعام 2017 لأفضل ممثل في دور مساعد في مسرحية موسيقية، تقديرًا لأدائه في هذا الدور. عام 2019، أدى كريل شخصية الدكتور بوماتر ضمن العرض البرودواي لمسرحية Waitress. ثموفي عام 2020، أعاد كريل تجسيد شخصية الدكتور بوماتر في النسخة المقدّمة على مسرح ويست إند من مسرحية Waitress. شارك كريل في كلا العرضين إلى جانب مؤلفة المسرحية ومؤدية دور البطولة، سارة باريلز.
عام 2021، شارك كريل في حلقتين من مسلسل American Horror Stories، حيث مثّل إلى جانب مات بامر وسييرا ماكورميك، وذلك ضمن العرض على قناة FX ومنصة هولو. في 29 أغسطس 2021، ظهر كريل ضمن الحفل الموسيقي الخاص بمسرحية Wicked، والذي عُرض على شبكة PBS، وكان من تقديم كريستين تشينوويث وإيدينا مينزيل. كما شارك في الحفل عدد من الفنانين المميزين، منهم ريتا مورينو، سينثيا إيريفو، أريانا ديبوز، آلي ستروكر، أمبير رايلي، ماريو كانتون، جينيفر نيتليس، ستيفاني شو، أليكس نويل، إسحاق كول باول، وغابرييل رويز، وقدموا مجموعة من الأغاني المميزة من المسرحية الموسيقية.
في مايو 2022، قدّم كريل دوري الذئب وأمير سندريلا ضمن عرض Encores! الذي أُقيم في مركز مدينة نيويورك. وذلك ضمن إنتاج عرض Into the Woods في مركز مدينة نيويورك، والذي أعقبه إحياء برودواي للمسرحية في يونيو من العام نفسه. تغيّب كريل عن العرض ابتداءً من 23 يوليو ولمدة أسبوعين، حيث تولى أداء دوره خلال هذه الفترة كل من شايان جاكسون والممثل البديل جيسون فورباخ. عاد كريل إلى العرض لمدة شهر، ثم غادر مجددًا في 4 سبتمبر لمدة عشرة أيام، تولّى خلالها أندي كارل أداء الدور. وعاد كريل إلى الإنتاج في 16 سبتمبر، واستمر في المشاركة حتى موعد اختتام العرض في 8 يناير 2023. خلال فترة عرضه على برودواي، شارك في بطولة المسرحية مع باريليس، وكارل، وجوشوا هنري ، وفيليبا سو ، وبريان دارسي جيمس ، وباتينا ميلر ، وستيفاني جيه بلوك ، وكريستا رودريجيز ، وديني بينتون ، وجوليا ليستر ، وسيباستيان أرسيلوس ، ومونتيجو جلوفر ، وديان فيلان، وجواكين كالوكانجو . أعاد كريل تجسيد هذين الدورين في الجولة الوطنية لعام 2023، إلى جانب كل من غلوفر، وبلوك، وأرسلوس، وفورباخ، وفيلان، ورودريغيز، وكارل. 
كانت المرة الأولى التي أدى فيها كريل أغنية من المسرحية الموسيقية التي ألّفها بنفسه خلال مهرجان Elsie Fest في عام 2019، حيث قدّم لأول مرة أغنية بعنوان "The Only One".
في عام 2021، قدّم كريل عرضين موسيقيين من عمل وصفه بـ"كونسرت-كال" عرض موسيقي درامي" تحت عنوان Walk on Through: Confessions of a Museum Novice، والذي كُلّف من قبل متحف المتروبوليتان للفنون بكتابة نصه وتأليف موسيقاه وكلماته وأداءه.  وفي ديسمبر 2022، أُقيمت قراءتان مخصصتان للمهنيين في مركز بيرشينغ سكوير التابع لمسرح سيغنتشر، لاستعراض العمل أمام صنّاع المسرح.
شارك كريل بتفاصيل موسّعة حول تجربته في تطوير هذا العمل، سواء في الفترة التي سبقت جائحة كوفيد-19 أو خلالها. أُقيم العرض العالمي الأول للعمل خارج برودواي في نوفمبر 2023، وامتدت فترة عرضه من 13 نوفمبر حتى 7 يناير 2024.